# Evangelische Kirche Wölfterode

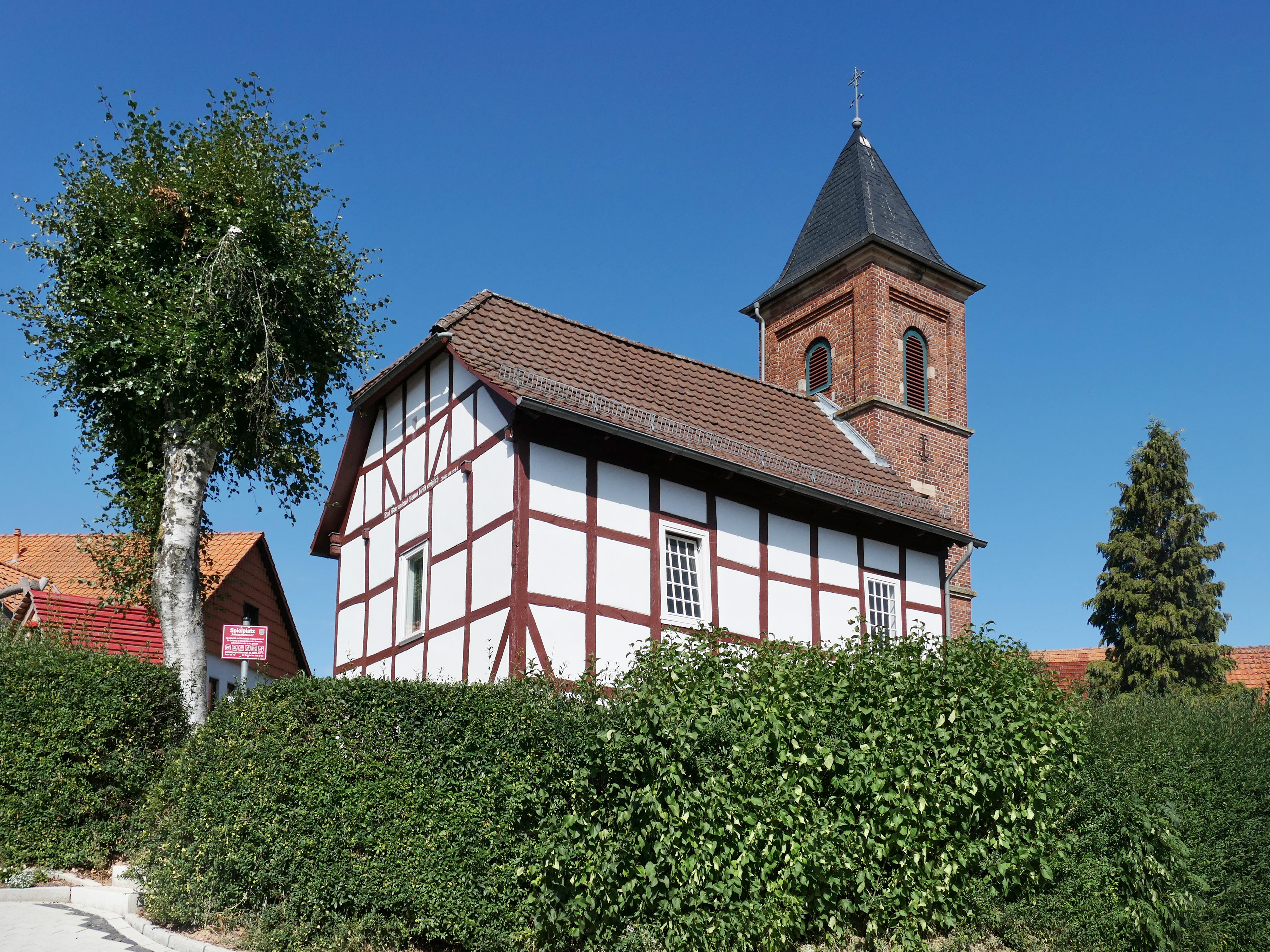
Die Evangelische Kirche Wölfterode von Südosten

Die Evangelische Kirche Wölfterode ist ein denkmalgeschütztes Gebäude in Wölfterode, einem Ortsteil der Stadt Sontra im nordhessischen Werra-Meißner-Kreis. Die Gemeinde des im Jahr 1362 erstmals erwähnten Ortes bildet mit den Kirchengemeinden von Blankenbach, Breitau, Krauthausen und Ulfen das Kirchspiel Ulfen. In Ulfen, dem größten Dorf des Kirchspiels, befindet sich auch der Sitz des Pfarramts. Die fünf selbstständigen Kirchengemeinden des Kirchspiels gehören zum Kooperationsraum Sontraer Land innerhalb des Kirchenkreises Werra-Meißner im Sprengel Kassel der Evangelischen Kirche von Kurhessen-Waldeck.

## Kirchengebäude
Das älteste Bauteil der kleinen Dorfkirche ist das Kirchenschiff. Es wurde als Fachwerkbau in Ständerbauweise über einem massiven Sockel im Jahr 1715 neu errichtet, nachdem das Gotteshaus, wie viele weitere in der Region, während des Dreißigjährigen Kriegs zerstört worden war. Dem Schiff wurde später an seiner Nordseite ein im Jahr 1900 fertiggestellter, dreigeschossiger Turm aus Backsteinmauerwerk mit einem Schieferdach vorgesetzt. In seinem Glockengeschoss mit den rundbogigen Arkadenöffnungen läuten zwei Glocken, die in den 1960er Jahren von der Glockengießerei Bachert aus Kochendorf gegossen und mit den Worten Haltet am Gebet fest versehen wurden. Bis in die 1970er Jahre hinein war der Küster für das pünktliche Kirchengeläut zuständig, der sich nach der großen Wanduhr im Vorraum der Kirche richtete. Das Loch in der Kirchendecke, durch das der starke Glockenstrick in den Raum hinab gelassen wurde, ist noch zu sehen. Heute werden die Wölfteröder Glocken automatisch geläutet.
Der von einer Empore umschlossene Innenraum des Schiffs wird von einer Bretterdecke mit aufgemaltem Himmel geschlossen. Den oberen Teil der Brüstung markiert ein Pfeilband, den unteren Abschluss betont ein liegender Rautenfries. Die Knaggen, die die Emporen stützen, verzieren Herzmotive im Flachschnitt. Dieser dekorative Schnitzschmuck war vor allem im benachbarten Thüringen üblich. Die kleine Orgel auf der Empore über der Eingangstür zum Kirchenraum ersetzt seit 1983 das alte Harmonium. Als bemerkenswert werden auch die gedrehten Beine des Altars vor der erhöhten Kanzel angesehen. Sie gelten als eine regionale Besonderheit.
Bis um 1960 bestand in der Wölfteröder Kirche eine feste Sitzordnung. Die Plätze neben der Kanzel im sogenannten „Stitz“ waren den Kirchenältesten und dem Kastenmeister vorbehalten. Die Frauen nahmen auf den unteren Bänken im Kirchenraum Platz. Für die männlichen Besucher waren die  Emporen vorgesehen. Dort saßen die unverheirateten Männer zusammen. Hier hatten auch die Konfirmanden und die verheirateten Kirchgänger ihre angestammte Plätze.
In der Sockelzone der Wandflächen haben sich unter vielen Tüncheschichten Reste einer Ornamentmalerei aus der Erbauungszeit der Kirche erhalten. Sie wurden 2006 im Rahmen einer Grundsanierung freigelegt und restauriert und zeigen einen welligen, mit Quasten verzierten Behang, in den Farbtönen Rot, Ocker und Schwarz.

## Denkmalschutz
Wegen ihrer geschichtlichen, künstlerischen und städtebaulichen Bedeutung ist die Kirche ein geschütztes Kulturdenkmal und wurde nach § 2 Absatz 1 des Hessischen Denkmalschutzgesetzes unter der Nummer 38738 in das Denkmalverzeichnis des Landes Hessen eingetragen.

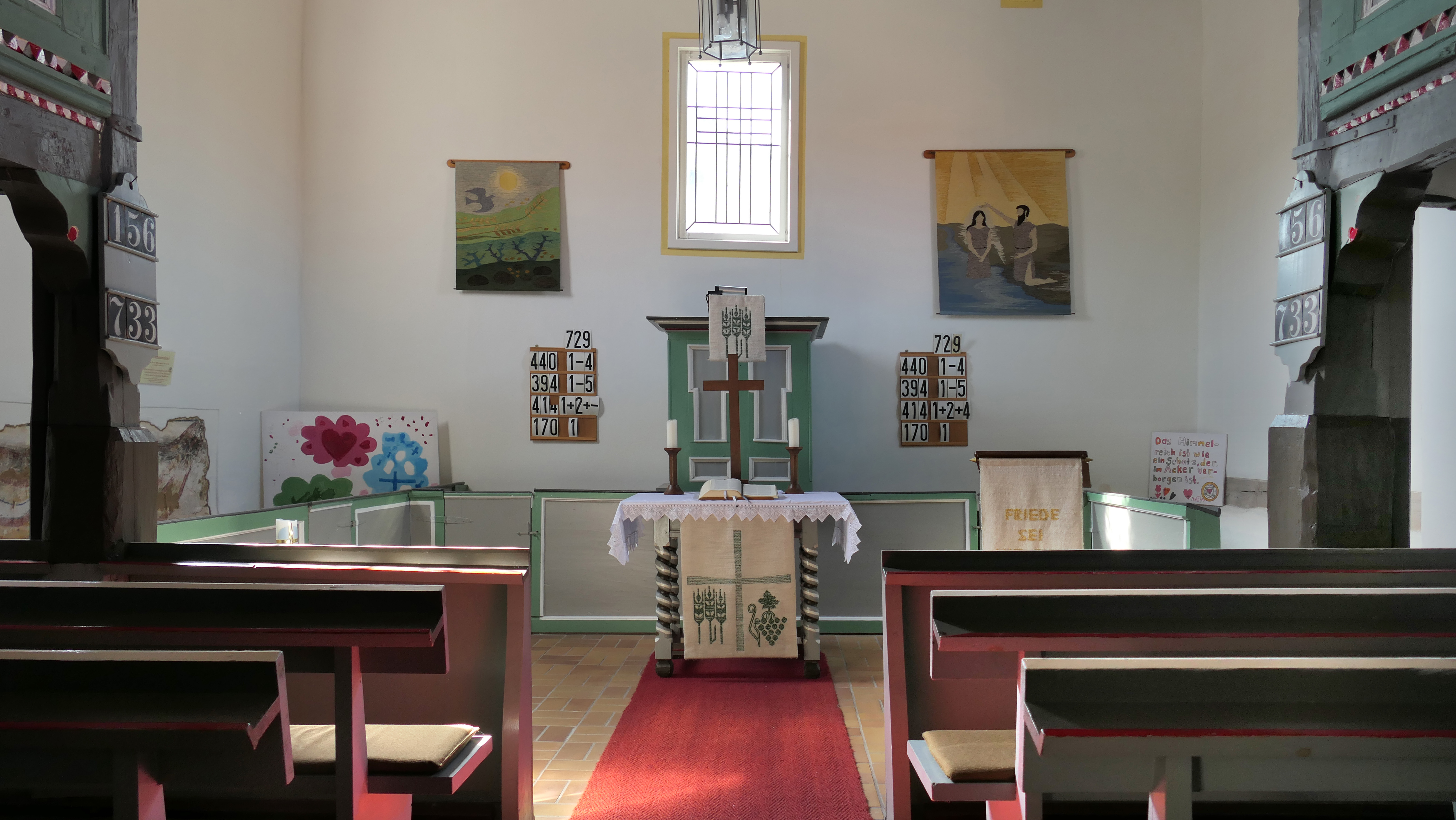
Altar und Kanzel an der südwestlichen Giebelseite
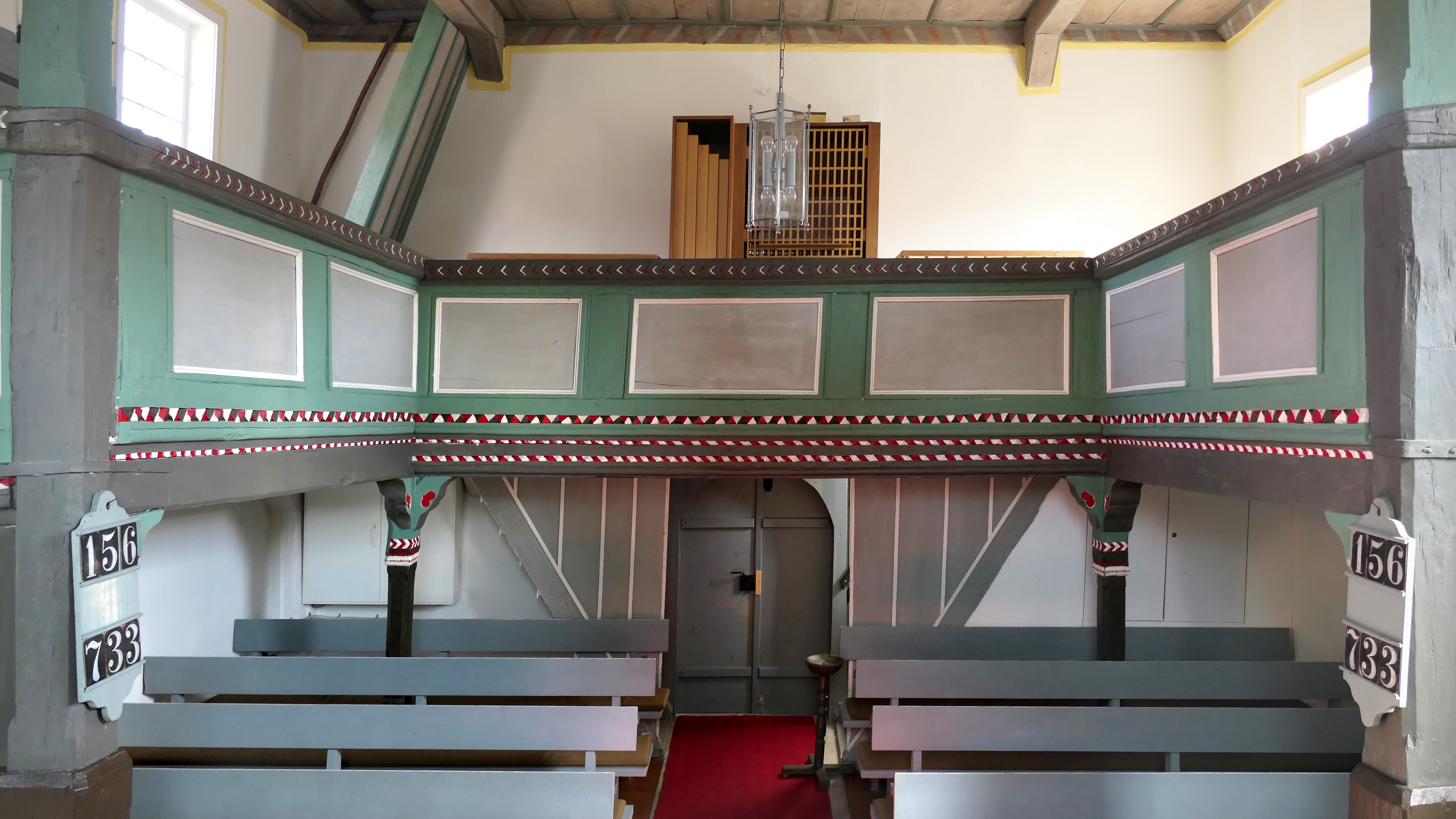
Die umlaufende Empore mit der Orgel über der Eingangstür zum Kirchenraum
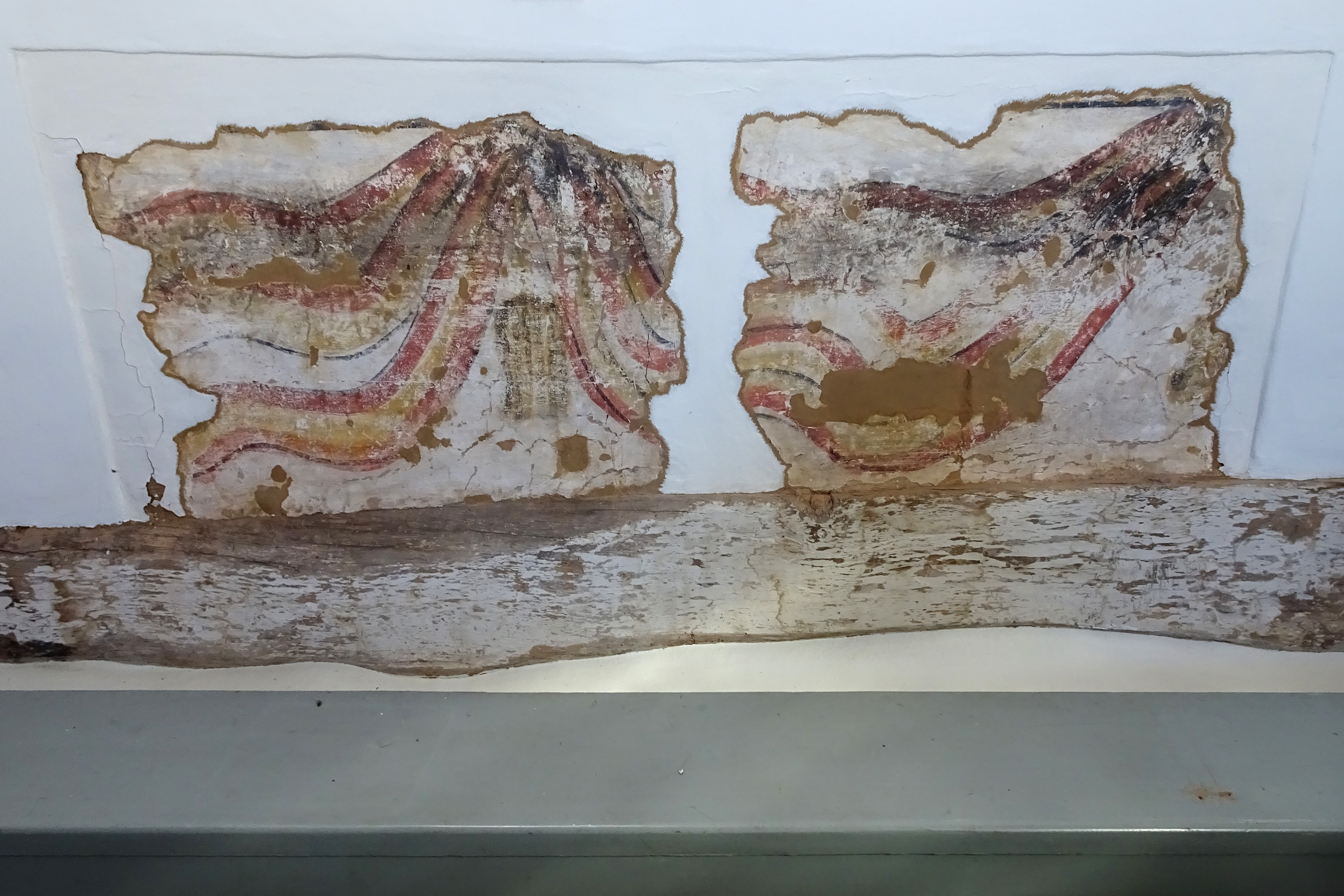
Reste der Ornamentmalerei aus der Erbauungszeit der Kirche